# Anna Mazurkiewicz (historyk)
Anna Alicja Mazurkiewicz (ur. 23 marca 1975 w Gdańsku) – polska historyk, doktor habilitowana nauk humanistycznych.

## Życiorys
Ukończyła w 1994 II Liceum Ogólnokształcące im. Bolesława Chrobrego w Sopocie, w 1999 Instytut Historii Wydziału Filologiczno-Historycznego Uniwersytetu Gdańskiego. W latach 2003–2006 była słuchaczką Studium Doktoranckiego Historii UG, od 2006 doktor, od 2017 doktor habilitowana. Obecnie pracuje na stanowisku profesora na UG, gdzie pełni też funkcje prodziekana ds. Badań Naukowych i Współpracy Międzynarodowej, a także kieruje Zakładem Historii Najnowszej Powszechnej.
Zajmuje się badaniem stosunków Stanów Zjednoczonych z Polską, działalnością polityczną uchodźców z Europy Środkowo-Wschodniej w USA po 1945, analizą roli i znaczenia uchodźców politycznych w czasie zimnej wojny.
Jako stypendystka Fundacji Kościuszkowskiej prowadziła badania i zajęcia na amerykańskich uczelniach (University of Minnesota, State University of New York at Buffalo, Valdosta State University). Jako stypendystka Polsko-Amerykańskiej Komisji Fulbrighta prowadziła badania w Center for Russian, East European and Eurasian Studies, Stanford University. Stypendystka Funduszu Wyszehradzkiego w Open Society Archives/Central European University (Budapeszt) oraz American Polish Research Fellowship na University of Notre Dame (Indiana, USA).
Autorka monografii Dyplomacja Stanów Zjednoczonych wobec wyborów w Polsce w latach 1947 i 1989 (2007), Prasa amerykańska wobec wyborów w Polsce w latach 1947 i 1989 (2009), Uchodźcy polityczni z Europy Środkowo-Wschodniej w amerykańskiej polityce zimnowojennej (1948–1954) (2016) która zdobyła tytuł najlepszej obcojęzycznej książki dotyczącej historii Stanów Zjednoczonych (Willi Paul Adams Award, 2019) przyznawany przez Organization of American Historians.
Autorka artykułów, między innymi Relationship between the Assembly of Captive European Nations and the Free Europe Committee in 1950–1960 (2013), Join, or Die’ – the Road to Cooperation Among East European Exiled Political Leaders in the United States, 1949–1954 (2012). Redaktorka naukowa zbioru artykułów East Central Europe in Exile, vol. 1: Transatlantic Migrations, vol. 2: Transatlantic Identities (2013), wyróżnionych Oskar Halecki Prize, a także tomu East Central European Migrations During the Cold War. A Handbook (2019)
W latach 2013–2016 wiceprezes, w 2017–2018 prezes Polish American Historical Association członkini Association for Slavic, East European and Eurasian Studies, Polskiego Towarzystwa Historycznego, Międzywydziałowej Komisji Polskiej Akademii Umiejętności do Badań Diaspory Polskiej, Komitetu Badań nad Migracjami Polskiej Akademii Nauk. Ambasador Programu Fulbrighta w Gdańsku.

## Nagrody i wyróżnienia
- Nagroda Dziekana Wydziału Filologiczno-Historycznego UG, tytuł najlepszego absolwenta Historii (1999)
- Nagroda główna Narodowego Centrum Kultury za najlepszą pracę doktorską dotyczącą nauk historycznych (2006)
- Wyróżnienie za osiągnięcia dydaktyczne w konkursie im. Krzysztofa Celestyna Mrongowiusza (2010)
- Indywidualna Nagroda Rektora UG III stopnia (2013)
- Medal Komisji Edukacji Narodowej (2014)[1]
- Swastek Award for best article printed in the scholarly journal „Polish American Studies” in 2012. Polish American Historical Association (2014)
- Nagroda im. Oskara Haleckiego (przyznana przez Amerykańsko-Polskie Towarzystwo Historyczne, PAHA) za dwa tomy pod redakcją Mazurkiewicz (2015)
- Indywidualna Nagroda Rektora UG II stopnia (2016)
- Willi Paul Adams Award - given biennially by the Organization of American Historians to the author of the best book on American history published in a language other than English (2019)
- Medal im. Mieczysława Haimana przyznany przez Polish American Historical Association (2019)[11][12]